# Paraphlepsius exilis
Paraphlepsius exilis är en insektsart som beskrevs av Hamilton 1975. Paraphlepsius exilis ingår i släktet Paraphlepsius och familjen dvärgstritar. Inga underarter finns listade i Catalogue of Life.